# Das Wasserwerk
Das Wasserwerk (engl. Originaltitel: Waterworks) ist ein Roman von E. L. Doctorow, der 1994 in den USA und 1995 als Übersetzung in Deutschland erschien.

## Inhalt

### Handlung
Der Roman spielt im New York des Jahres 1871. Er handelt von dem freien Journalisten Martin Pemberton, der sich Jahre vor dessen Tod mit seinem korrupten Vater zerstritt. Als er seinen Vater – nach dessen Tod – mehrmals in einem weißen Omnibus an sich vorbeifahren sieht, beginnt er Recherchen anzustellen. Martin verschwindet und einer seiner Arbeitgeber macht sich auf die Suche nach ihm. Um Licht ins Dunkel zu bringen, spricht er mit Martins Verlobter Emily Tisdale, seiner Stiefmutter, seinem Malerfreund Harry Wheelwright und dem Geistlichen Charles Grimshaw. Doch erst als er den Polizisten Edmund Donne um Hilfe bittet, kommen sie dem Geschehen auf die Spur. Bei ihrer Suche nach Martin Pemberton stoßen sie immer wieder auf das Croton Wasserreservoir. Bald stellt sich heraus, dass Augustus Pemberton nie gestorben ist, sondern zusammen mit anderen Reichen der Stadt von dem hochintelligenten Arzt Sartorius am Leben erhalten wird. Unter Mitwirkung der realen Person des William Tweed hat Dr. Sartorius an der Verwirklichung ewigen Lebens gearbeitet. Zu diesem Zweck hat er Waisenkindern Blut und Gewebe entnommen und den Alten injiziert. Viele der Kinder starben – wie Sartorius angibt nicht, weil er sie mit seiner Behandlung tötete, sondern aus Angst. Martin Pemberton, der sich zeitweise in der Gefangenschaft Sartorius’ befand, kehrt nach seiner Befreiung verstört zu seiner Familie zurück, doch scheint er nicht mehr der alte zu sein. Zu sehr hat ihn seine zeitweise Faszination für den Arzt und das Erlebte verstört. Sartorius wird gefasst und in die Nervenheilanstalt auf Blackwell’s Island gebracht, wo er Selbstexperimente durchführt. Seine reichen Patienten – auch Martin Pembertons Vater – sterben. New York erlebt die Aufdeckung der Machenschaft Tweeds und seine Entmachtung. Von den Experimenten Sartorius’ erfährt die Öffentlichkeit nichts.

### Personen
- Mr McIlvaine: Ich-Erzähler

- Martin Pemberton: Freier Journalist, der bissige Kritiken verfasst und mit seinem korrupten Vater gebrochen hat

- Augustus Pemberton: Ist mit Sklavenhandel und mit minderwertiger Kriegsproduktion während des Bürgerkriegs reich geworden

- Harry Wheelwright: Einziger Freund Martins, der vom Ich-Erzähler eher unsympathisch dargestellt wird

- Emily Tisdale: Verlobte und Jugendfreundin von Martin

- Charles Grimshaw: Geistlicher, der sich von Augustus Pemberton vereinnahmen ließ

- Edmund Donne: Einer der wenigen Polizisten in New York, die der Ich-Erzähler nicht für korrupt hält

- Dr. Sartorius: Ein Arzt mit faustischem Wissensdrang, der Lazarett-Arzt während des Bürgerkriegs war. Als solcher taucht er wieder in Doctorows Roman Der Marsch von 2006 auf. Der Ich-Erzähler verweist auf die deutsche Herkunft des Namens. Es handele sich um eine Latinisierung des Namens Schneider.

### Weltbild
Durch die kulturpessimistische Sicht des Ich-Erzählers zeichnet Doctorow ein gelungenes Bild New Yorks in dieser Zeit. Sehr realitätsnah, beschreibt McIlvaine die Korruption der Tammany Hall und deren „Parteimaschine“ unter William Tweed, dessen Karikaturen von Thomas Nast in der Harper’s Weekly zu seinem Sturz beitrugen. Er beschreibt das Elend der Zeitungsjungen, sowie zahlreiche Straßen und Gebäude, wie sie zur damaligen Zeit aussahen. Den positiven Beschreibungen der Stadt eines Walt Whitman stimmt er nicht zu.

### Form
Die Handlung wird bestimmt durch den Ich-Erzähler McIlvaine, der die Ereignisse 1872 aufzeichnet. Zwar macht er immer wieder Verweise auf die Persönlichkeit von einzelnen Figuren, aber er greift der Handlung nicht insofern voraus, dass er den Ausgang der Kriminalhandlung vorzeitig verraten würde. Der Roman bezieht aus den Schilderungen McIlvaines, der immer wieder von dem „Fall Pemberton“ abschweift und seine Erlebnisse und seine Kenntnisse der Stadt kundtut, seine authentische und düstere Stimmung.

## Stellung in der Literaturgeschichte

### Einordnung ins Werk des Autors
Das Wasserwerk gehört zu den weniger erfolgreichen Romanen Doctorows, obwohl auch er eine typische Verschmelzung von Historie und Fiktion vorstellt wie die Bestseller Doctorows wie Billy Bathgate, Ragtime und Der Marsch. Zudem gehören zum Personal der Geschichte auch solche, die in anderen Werken auftauchen, so zum Beispiel Dr. Sartorius in Der Marsch. Doctorow, dessen Vornamen Edgar Lawrence lauten, wurde von seinem Vater so getauft, weil er Edgar Allan Poe liebte. Doctorow glaubt, dass er mit Das Wasserwerk Poe gewürdigt habe.
Bereits 1984 hat Doctorow eine Kurzgeschichte mit dem Titel Das Wasserwerk veröffentlicht. Inhaltlich stimmt diese Geschichte weitgehend überein mit der Erinnerung McIlvaines an das Ertrinken eines Kindes im Croton Reservoir.

### Stellung in der Literaturgeschichte
In den Szenen, in denen die Kinderarmut in New York beschrieben wird, erinnert der Roman stark an die Werke Charles Dickens. Der war in den 40er Jahren des 19. Jahrhunderts in New York und hat seine Erlebnisse in seinen American Notes 1843 festgehalten. Ein anderes Vorbild mögen George G. Fosters Geschichten New York by Gas-light and Other Urban Sketches aus dem Jahre 1850 gewesen sein. In ihnen nachzulesen ist das Treffen der Zeitungsjungen bei Buttercake Dick.

## Kritik
Die Berliner Zeitung rühmt in ihrer Rezension 2013 Doctorow’s Darstellung des Wasserwerks des Titels als „Herzstück dieses nachdenklichen, aber souverän konstruierten Romans: eine Mischung aus Genialität und Unmoral, Forschergeist und Skrupellosigkeit.“ Weiterhin heißt es in der Romankritik: „Was Doctorow hier über das ‚Gilded Age‘ – das ‚Vergoldete Zeitalter‘ der Vanderbilts, Rockefellers und anderer Räuberbarone – zusammenträgt, weist weit über jene vergangene Epoche hinaus. Denn der Typus des ‚gottlosen Mediziners‘ Sartorius lebt in unseren Zeiten von Genmanipulation, Organhandel und künstlichen Reproduktionstechnologien fort.“

### Textausgaben
- Waterworks, New York, 1994.
- Das Wasserwerk, übersetzt von Angela Praesent, Köln 2001, ISBN 3-462-02401-9

### Sekundärliteratur
- Kurbjuweit, Dirk: „New York im Eis“. In: Die Zeit, 7. April 1995
- Scheck, Denis: „Die Jagd auf die gierigen Greise“. In: Focus, 10. Juli 1995[5]
- Spiegel, Hubert: „New York, New York“. In: Frankfurter Allgemeine Zeitung, 24. Juni 1995
- Weber, Bruce: E. L. Doctorow's New York; A Native of the Bronx Chronicles a Century of the City. In: New York Times, 5. Juli 1995[6]
- Schama, Simon: New York, Gaslight Necropolis, In: New York Times, 19. Juni 1994[7]